# Wiener Außenring Schnellstraße
De S1 of  Wiener Außenring Schnellstraße is een Schnellstraße in Oostenrijk. De weg is 40 km lang. 19 km weg is gepland. De weg loopt tussen Wenen en Korneuburg.
Autobahnen: A1 · A2 · A3 · A4 · A5 · A6 · A7 · A8 · A9 · A10 · A11 · A12 · A13 · A14 · A21 · A22 · A23 · A24 · A25 · A26
Schnellstraßen: S1 · S2 · S3 · S4 · S5 · S6 · S7 · S8 · S10 · S16 · S18 · S31 · S33 · S34 · S35 · S36 · S37